# Ormat
Ormat (em hebraico:  אורמת) é uma companhia multinacional de Israel que atua nas áreas de energia e eletricidade e por suas subsidiárias desenvolve e fabrica usinas elétricas sustentadas por energias alternativas, principalmente energia geotérmica. A empresa fabrica também equipamento para a geração de eletricidade e equipamento auxiliar e possui mais de 1 000 turbo-geradores em volta do mundo, distribuídos nos continentes americano, europeu, asiático, e também na Austrália. Seus produtos incluem ainda turbinas, geradores, trocadores de calor e, no passado, piscinas solares.
Em Portugal, há uma usina geotérmica produzida pela empresa, a Central Geotérmica do Pico Vermelho, situada no Pico Vermelho, Ilha de São Miguel, no Arquipélago dos Açores.
A Ormat possui também outras empresas que atuam em diferentes áreas. A principal é a OPTI CANADA, especializada na melhoria de combustíveis pesados, baseando-se em tecnologia desenvolvida pela empresa. As Industrias Ormat são negociadas na bolsa de valores de Tel Aviv e estão incluídas no índice Tel Aviv 100. Sua subsidiária Ormat Tecnologias é negociada na Bolsa de Valores de Nova Iorque com o símbolo ORA.

A empresa foi fundada em 1965 pelo engenheiro Lucien Bronicki e sua mulher Yehudit "Dita" Bronicki, os principais acionistas controladores da firma. Em 2008 possuíam 35% das ações da empresa. O nome da empresa vem das palavras hebraicas "Or" (Luz) e "Matechet" (Metal). Juntas, com a redução de "matechet" para "mat", deram origem ao nome da empresa - "Ormat". 

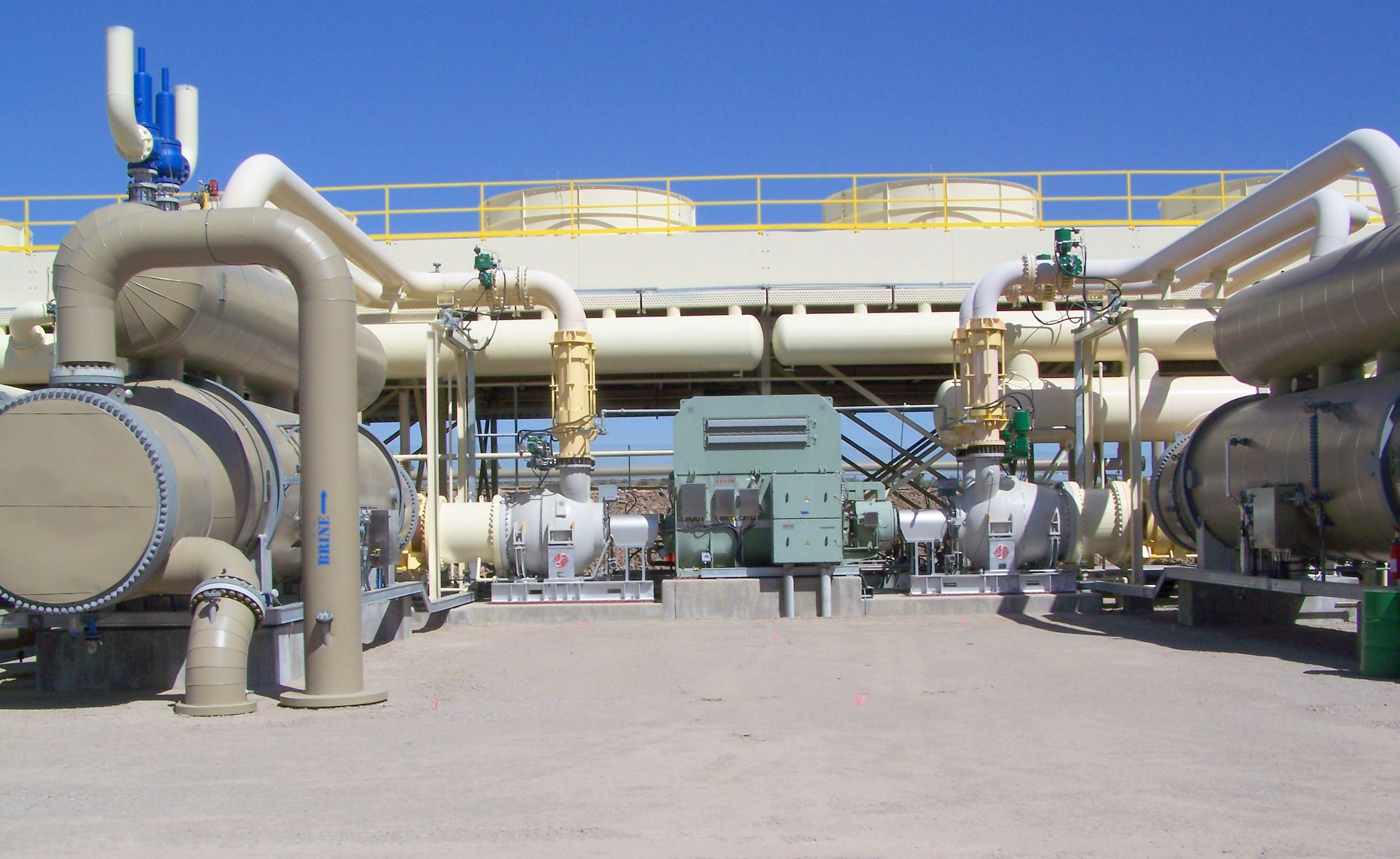
Uma usina geotérmica binária da Ormat em Steamboat Springs, Nevada, nos Estados Unidos.